# Forbidden Dreams
A Forbidden Dreams a norvég Stella Getz énekesnő első és egyben utolsó albuma, mely 1994-ben jelent meg. Az album a német slágerlista 73. helyéig jutott, és 7. hétig volt helyezett. Az albumról négy dal jelent meg kislemezen.

## Tracklista[2]
1. She Getz Away With It vokál: Party Crowd
2. Yeah Yeah gitár: Mikkel S.E.  vokál: Chris M., Frode Hendriksen
3. Forbidden Dreams  vokóder: Boney Brian
4. Dr. Love
5. I Can’t Stand the Rain  szaxofon: Torstein Siegel
6. Sweet As Candy
7. All In All
8. Friends
9. Waiting For My Baby spanyol gitár: Jørn Venaas
10. Never 2 Late
11. Energy gitár: Ivar Andersen spanyol gitár: Jørn Venaas
12. Forbidden Dreams (Trance-Action Remix)
13. Dr. Love (Medicine-Man)